# Villa Mon Plaisir e villa Guercia
Villa Mon Plaisir, insieme alle strutture della vicina  villa Guercia, formano la planimetria dell'ex palazzo del duca di Vietri; si tratta di un complesso di interesse storico-artistico di Napoli; è sito nel quartiere di Posillipo.
Nell'ex palazzo del duca, spesso, venivano ospitati i viceré che aspettavano la partenza di colui che si apprestavano a sostituire. Nella mappa del Duca di Noja, il palazzo appare come "villa Caserta" ed è affiancato da un fortino.
In seguito, le strutture son diventate due ville ben distinte (villa Guercia e villa Mon Plaisir), entrambe trasformate, negli anni settanta del XX secolo, in condomini.